# Окорокова-Лазарева, Антонина Николаевна
Антони́на Никола́евна О́корокова-Ла́зарева (род. 27 марта 1941, Серпухов, Московская область) — советская легкоатлетка, серебряная призёрка Олимпийских игр.

## Биография

### Спортсменка

#### Подготовка
Первые тренеры мало дали Антонине Окороковой, пока она не стала первой ученицей начинающего тренера Игоря Кашкарова. Сотрудничество было результатиным. Вскоре она изменила угол разбега и выиграла Спартакиаду народов СССР 1967 года. Затем она готовилась у Владимира Дьячкова.

#### Карьера
На Олимпиаде в Мехико в 1968 году выиграла серебряную медаль, уступив лишь Милославе Резковой. На следующих Олимпийских играх не смогла пробиться в финал.
Два раза выигрывала бронзу на чемпионате Европы в помещении. Пятикратная чемпионка СССР и неоднократная призёрка первенства.

## Результаты

### Соревнования
предварительные соревнования
| Год             | Соревнование                   | Город            | Дата            | Результат       | Место           | Видео/Фото/ Кинограмма |
| Прыжки в высоту | Прыжки в высоту                | Прыжки в высоту  | Прыжки в высоту | Прыжки в высоту | Прыжки в высоту | Прыжки в высоту        |
| --------------- | ------------------------------ | ---------------- | --------------- | --------------- | --------------- | ---------------------- |
| 1967            | Кубок Европы                   | Осло (полуфинал) | 17 июля         | 1,76            | 1               |                        |
| 1967            | Кубок Европы                   | Киев (финал)     | 15 сентября     | 1,79            | I               |                        |
| 1968            | Чемпионат Европы (в помещении) | Мадрид           | 9 марта         | 1,76            | III             |                        |
| 1969            | Чемпионат Европы (в помещении) | Белград          | 8 марта         | 1,79            | III             |                        |

| Год             | Соревнование    | Город           | Дата            | Результат       | Место           | Видео/Фото/ Кинограмма |
| Прыжки в высоту | Прыжки в высоту | Прыжки в высоту | Прыжки в высоту | Прыжки в высоту | Прыжки в высоту | Прыжки в высоту        |
| --------------- | --------------- | --------------- | --------------- | --------------- | --------------- | ---------------------- |
| 1969            | Кубок           | Нальчик         | 10—12 октября   | 1,81            | 1               |                        |

### Рекорды СССР
| Результат | Город     | Дата            | Видео/Фото/ Кинограмма |
| --------- | --------- | --------------- | ---------------------- |
| 1,82      | Хожув     | 2 июля 1967     |                        |
| 1,83      | Ленинакан | 12 августа 1968 |                        |
| 1,84      | Мехико    | 5 октября 1968  |                        |
| 1,85      | Рига      | 4 июня 1970     |                        |
| 1,85      | Прага     | 23 июня 1970    |                        |
| 1,87      | Киев      | 2 июля 1970     | Кинограмма             |
| 1,88      | Орёл      | 20 августа 1971 |                        |